# Xã Bloomfield, Quận Fillmore, Minnesota
Xã Bloomfield (tiếng Anh: Bloomfield Township) là một xã thuộc quận Fillmore, tiểu bang Minnesota, Hoa Kỳ. Năm 2010, dân số của xã này là 353 người.